# مرلین کریسپل
مرلین کریسپل (به انگلیسی: Marilyn Crispell) متولد ۳۰ مارس ۱۹۷۴ در فیلادلفیا، پنسیلوانیا، پیانیست و آهنگساز جاز آمریکایی است.
جان پارلس از نیویورک تایمز او را اینگونه توصیف می‌کند: «شنیدن پیانو انفرادی مریلین کریسپل مانند زیر نظر گرفتن یک آتشفشان فعال است او یکی از معدود پیانیست‌هایی است که به چالش فری جاز نیز برمی‌خیزد.» علاوه بر او. کریسپل به عنوان یک نوازنده یا رهبر گروه، کار گسترده‌ای دارد.

## زندگی
کریسپل در فیلادلفیا به دنیا آمد و در ده سالگی به بالتیمور نقل مکان کرد و در دبیرستان وسترن مریلند تحصیل کرد او در سن هفت سالگی در کنسرواتوار پی بادی پیانو کلاسیک خواند و از سنین پایین شروع به بداهه نوازی کرد، به لطف معلمی که از همه شاگردانش می‌خواست بدون توجه به سطح مهارتشان بداهه نوازی کنند. او بعداً در کنسرواتوار موسیقی نیواینگلند تحصیل کرد و در آنجا پیانو و آهنگسازی خواند و در سال ۱۹۶۸ فارغ‌التحصیل شد.

## حرفه
کریسپل تا سال ۱۹۷۵ علاقه‌ای به جاز نداشت، زمانی که در کیپ کاد زندگی می‌کرد، برای اولین بار آهنگ "عشق عالی" جان کولترین را شنید. او به یاد می‌آورد: "کیفیت عاطفی و روحی آن بر من غلبه کرد می‌توانم صادقانه بگویم که احتمالاً بی نظیرترین تجربه ای است که در زندگی ام داشته‌ام. آن یک شب گوش دادن به "عشق عالی" بارها و بارها فقط زندگی من را کاملاً تغییر داد." کریسپل به دوباره پس از مدت کوتاهی به بوستون بازگشت، جایی که به مدت دو سال به‌طور خصوصی با چارلی باناکوس جاز را آموخت. به گفته کریسپل، "من باید واقعاً از ابتدا می‌رفتم. باید همه کارها را با دوازده کلید انجام می‌دادم. باید در هر کلید در هر قطعه هفت تک نوازی می‌نوشتم. باید به تعداد زیادی چیز گوش می‌دادم و آن را رونویسی می‌کردم. برای اینکه بتوانید آنچه را که اتفاق می‌افتد بشنوید و بفهمید، در محدوده این چرخه‌های زمانی و تغییرات آکورد. مردم چگونه از آکوردها و نت‌ها و آکوردها و مقیاس‌ها استفاده می‌کردند؟ آنها به کجا می‌رفتند؟
زمانی که در بوستون بود، با چارلی ماریانو، نوازنده ساکسیفون ملاقات کرد، که به او پیشنهاد کرد در جلسات استودیوی موسیقی خلاقانه در وودستاک، نیویورک، که توسط کارل برگر، اینگرید سرتسو، و اورنت کلمن تأسیس شده بود شرکت کند. در سال ۱۹۷۷، او برای یک تابستان از استودیو دیدن کرد و با نوازندگانی مانند سیسیل تیلور، دان چری، روسکو میچل، وادادا لئو اسمیت، آنتونی دیویس و الیور لیک در تماس بود. او در مورد اولین برخوردش با تیلور به یاد می‌آورد: "روزی را که برای اولین بار با سیسیل تیلور آشنا شدم را به یاد می‌آورم… یک پیانو پشت اتاق استخر بود؛ بنابراین من پشت پیانو نشستم و یک کنسرت بداهه به او دادم. وقتی کارم تمام شد دستم را بوسید و گفت: "این خانم می‌تواند بازی کند!" من هنوز هم از شنیدن نامم در همان نفس ابراز خوشحالی می‌کنم. (در این مدت، مردم به دلیل رویکرد آتشین او به پیانو و تمایلش به نواختن، اغلب او را به عنوان «سیسیل تیلور زن» یاد می‌کردند. نت‌های زیادی، همیشه. به‌طور مداوم، بدون وقفه زیاد." دنیا برای نوع موسیقی که ما انجام می‌دهیم… اگر در شهر نیویورک اتفاق می‌افتاد، فکر نمی‌کنم این حس یکسان باشد. اینجا شما با هنرمندان راهنما در این کشور زندگی می‌کردید و غذا می‌خوردید و با آنها می‌گذرید. محیط متل. مردم تمام شب بیدار بودند و آتش می‌زدند و بیرون روی چمن با نوازندگانی از سراسر جهان بازی می‌کردند. پس از اتمام جلسه، کریسپل به سرعت به وودستاک نقل مکان کرد و از آن زمان تاکنون در آنجا اقامت داشته‌است. زمانی که کریسپل در استودیوی کریتیو موزیک بود، با آنتونی برکستون نیز ملاقات کرد که از او دعوت کرد تا با گروهش بنشیند. او به یاد می‌آورد: "در اولین کنسرت ما، آنتونی آبجو را در دست من گذاشت و گفت: "آرام باش، اینقدر نت ننواز." من در دقیقه هزاران نت می‌نواختم، و او اولین کسی بود که برخلاف رگبارهای مداوم، من را به فکر فضا و نفس و جمله‌بندی کرد.» کوارتت، که او از سال ۱۹۸۳ تا ۱۹۹۵ عضو آن بود، و همچنین مارک درسر، نوازنده بیس، و گری همینگوی درامر نیز حضور داشت. در طول این مدت، او تقریباً دوازده ضبط با برکستون انجام داد و همچنین شروع به انتشار ضبط‌هایی به نام خودش کرد. او در مورد دوران تصدی خود در این گروه اظهار داشت: من مثل یک خانواده بودم، بازی با آنتونی واقعاً چیزهای زیادی در مورد فضا، استفاده از فضا و سکوت و نفس و استفاده از ترکیب بندی در بداهه نوازی به من آموخت. فقط حضور در آهنگ‌های او چیزهای زیادی در مورد آهنگسازی به من آموخت… چیزی که واقعاً مرا تحت تأثیر قرار داد این بود که او به روشی بسیار شبیه به موسیقیدانان کلاسیک معاصر بود اما با آزادی بسیار بیشتر و امکان تفسیر را فراهم می‌کرد. از آن زمان، سکوت و فضا به عنوان بخش مرکزی ضبط‌های او شناخته شده‌است. همان‌طور که او در مصاحبه ای با PostGenre اشاره کرد، مرلین خاطرنشان کرد: "وقتی برای اولین بار شروع به نواختن موسیقی خلاقانه کردم، فکر نمی‌کنم در اجراهایم سکوت زیادی به جا بگذارم. من به شدت بر روی انرژی بازی و نمایش تمرکز کردم. چه کاری می‌توانستم انجام دهم. این نوع تفکر اکنون با ذهنیت من بسیار دور است.

## فعالیت
در اواخر دهه ۱۹۷۰ و ۱۹۸۰، او همچنین با رجی ورکمن، روسکو میچل، وادادا لئو اسمیت، ارکستر نیو بری گای، تریو هنری گریمز، کوارتت نوآر اروپایی (با اورس لیمگروبر، فریتز هاوزر، و ژول لندر) کار و ضبط کرد. و باباتونده اولاتونجی. در سال ۱۹۸۱ او در جشنواره جاز وودستاک که به مناسبت دهمین سالگرد استودیو موسیقی خلاق برگزار شد، اجرا کرد. در اوایل دهه ۱۹۹۰، هنگامی که او از استکهلم بازدید کرد، سبک او شروع به تکامل بیشتر کرد، جایی که او یک گروه سوئدی را شنید که شامل آندرس یورمین نوازنده باس بود. او به یاد می‌آورد: "این فقط یک اعصاب را در من لمس کرد … در را به روی کارهای غنایی که دوست داشتم انجام می‌دادم و انجام نمی‌دادم باز کرد." و لطافت چیزی را در من باز کرد که من واقعاً آن را پنهان کرده بودم زیرا همیشه سعی می‌کردم واقعاً قوی باشم. حتی وقتی چیزهای عاشقانه بازی می‌کردم با انرژی زیادی آنها را پخش می‌کردم؛ بنابراین ناگهان این صدای دیگر وارد آگاهی من شد و با چیزی در من طنین انداز شد که اجازه نداده بودم بیان شود." او در سال ۱۹۹۶ "به هر حال هیچ چیز هرگز نبود: موسیقی آنت طاووس" را با گری طاووس، پل موتیان و آنت پیکاک ضبط کرد که اولین آلبوم او برای کمپانی ای سی ام بود. او در مورد ضبط‌های ای سی ام خود اظهار داشت: "بسیاری از کارهایی که من با کمپانی ای سی ام انجام داده‌ام بیشتر در مورد یک شدت درونی است تا یک شدت بیرونی. احساس می‌کنم بین این دو حالت - انرژی وحشی و درونگرایی شدید - دو ارتباط وجود دارد. دو طرف یک سکه. من هر دو را انجام می‌دهم و احساس می‌کنم یک ارتباط ارگانیک بین آنها وجود دارد - یک ادغام بین آنها. با ضبط‌های کمپانی ای سی ام، من ایده پخش کردن چیزها را آنقدر آهسته دوست دارم که تقریباً در زمان معلق شده‌اید."
کریسپل به‌عنوان تک‌نواز و رهبر گروه‌های خودش و همچنین با گروه سه‌گانه ایوان پارکر، یک گروه سه‌گانه کاملاً زن به رهبری لوته آنکر دانمارکی، تیزیجی مونوز، ایوو پرلمن، اسکات فیلدز، هنر کپنهاگ، به اجرا و ضبط گسترده ادامه داده‌است. او همچنین موسیقی آهنگسازان معاصری مانند جان کیج، پائولین اولیوروس، رابرت کوگان، پوزی اسکات، مانفرد نیهاوس و آنتونی دیویس را اجرا و ضبط کرده‌است (از جمله اپرای زندگی و زمان مالکوم ایکس با اپرای شهر نیویورک). او کارگاه‌های بداهه نوازی و سخنرانی در سرتاسر جهان تدریس کرده و با شاعران، رقصندگان، فیلمسازان و فیلمبرداران همکاری داشته‌است. او دریافت کننده کمک هزینه تحصیلی گوگنهایم در آهنگسازی موسیقی (۲۰۰۶–۲۰۰۵) کمیسیون آهنگسازی مری فلگلر کریتیبل کریتراست (۱۹۸۸–۱۹۸۹) و سه کمک هزینه بورسیه بنیاد نیویورک برای هنرها (۱۹۸۸–۱۹۸۹، ۱۹۹۴–۱۹۹۵ و ۲۰۰۶–۲۰۰۷). در سال ۱۹۹۶، کریسپل با جایزه فارغ التحصیلان برجسته توسط کنسرواتوار نیوانگلند اهدا شد، و در سال ۲۰۰۴، به عنوان یکی از ۱۰۰فارغ‌التحصیل برجسته آنها در ۱۰۰ سال گذشته نامگذاری شد. او نویسنده دی وی دی آموزشی «راهنمای یک پیانیست برای بداهه نوازی آزاد: کلیدهایی برای باز کردن قفل خلاقیت شما» است
در سال ۲۰۰۰، کریسپل در فیلم فرانسوی زنان در جاز اثر ژیل کور ظاهر شد. در ۲۰۰۵–۲۰۰۶، او با ارکستر NOW در ونکوور اجرا و ضبط کرد، و یکی از مدیران مؤسسه موسیقی خلاق ونکوور و یکی از اعضای هیئت علمی در کارگاه بین‌المللی مرکز بنف در جاز بود. او همچنین یک تولید چند رسانه ای با عنوان خانه رؤیایی سی وی دوبلی را با طراحی رقص ساویا برگر ایجاد و کارگردانی کرد. در سال ۲۰۱۷، او با جو گانتر، هنرمند تجسمی، و ریموند مک دونالد، ساکسیفونیست، هر دو از اسکاتلند، در صدای طراحی، نمایشگاهی از نمرات گرافیکی در گالری کلاینرت/جیمز، ووداستاک، نیویورک، همکاری کرد.

## دیسکوگرافی
- ضبط کامل بازسازی شده در (C.A.M. Jazz, 2011)

## فیلم‌شناسی
- افزایش تن صلیب (۱۹۸۵)
- زنان در جاز (۲۰۰۰)
- ترانه‌سرا (۲۰۱۹)
- حرکت در حرکت (۲۰۲۰)
- ای سی ام - ۵۰ | ۲۰۰۰- مرلین کریسپل (قسمت در مجموعه ای از ۵۱ فیلم کوتاه در ای سی ام، ۲۰۲۰)